# Misumenops persimilis
Misumenops persimilis är en spindelart som beskrevs av Kraus 1955. Misumenops persimilis ingår i släktet Misumenops och familjen krabbspindlar.
Artens utbredningsområde är El Salvador. Inga underarter finns listade i Catalogue of Life.